# Sparks
Sparks — американський рок і поп гурт, створений в 1968 році в Лос-Анджелесі братами Расселом Мейлом (Russell Mael)— вокал, та Роном Мейлом (Ron Mael)— клавішні, спочатку під назвою Halfnelson. Група відома своїм оригінальним підходом до написання матеріалу, гострими текстами пісень  та унікальним сценічним іміджем. За свій довгий творчий шлях, група змінила багато стилей, включаючи глем-рок, пауер-поп, диско, класичний європоп та камерний поп тощо. Незважаючи на свою пристутність в хіт-парадах Великої Британії, Німеччини, Франції та США, група залишається весь цей час переважно культовою та вважається одним із найвпливовіших та новаторських колективів сучасної поп-музики. Їх безпосередній вплив визнають такі музиканти та групи як Depeche Mode, Bjork, New Order, Морріссі, Franz Ferdinand, Def Leppard, Faith No More тощо.
Альбом 2002 року Lil' Beethoven, що вони назвали "анти-жанровим опусом", їхні наступні альбоми Hello Young Lovers (2006), Exotic Creatures Of The Deep (2008), та радіомюзікл The Seduction of Ingmar Bergman (2009-2010) повернули групі успіх як серед критиків, так і серед шанувальників.,

## Історія

### Початок кар’єри
Брати Рон та Рассел Мейл виросли в Пасифік-Палісейдс, західному районі Лос-Анджелесу, згодом навчалися в Каліфорнійському уніерситеті, де вивчали кінематографію та мистецтво. Також багато уваги брати приділяли музиці, переважно британській - The Who, Pink Floyd, The Kinks, The Move, але й не обійшли увагою американський поп-арт та The Velvet Underground, чий вплив можна прослідити з перших альбомів.
В 1968 році вони утворюють гурт Halfnelson, який дебютував як тріо — поряд з братами Мейл виступав на ударних майбутній музичний критик Джон Мендельсон (John Mendelssohn). Гурт відразу привернув увагу видатного продюсера Тодда Рандгрена, який і допоміг групі підписати контракт із компанією Bearsville. Залучивши до групи нових музикантів, а саме: Ерла Менкея (Earle Mankay) — гітара, Джима Менкея (Jim Mankay) — бас та Харлі Фернстайна (Harley Fernstein) — ударні, вони записали дебютний альбом “Halfnelson”, але альбом продавася погано. 1971 року за порадую продюсерів музиканти вирішили змінити назву на Sparks та перевидати альбом — після цього сингл «Wonder Girl» майже потрапив у Топ 100. Наступний альбом, A Woofer In Tweeter's Clothing також відзначився композицією «Girl from Germany», але увагу широкої публіки привернути не вдавалось.
Виснажливе турне 1972 року клубами Британії додало формації не лише неприємних відгуків, але й багато шалених фанів. Виступ у лондонському клубі Marquee пройшов із аншлагом, там вони і стають резидентами. На розігріві у Sparks можна було побачити нікому ще невідомих тоді Queen - що, як вважають деякі критики, сформувало в значній мірі подальшу творчість останніх.
Враховуючи такий стан речей, брати Мейл вирішили залишитись у Британії, уклавши угоду з фірмою «Island» та запросивши нових музикантів: ударника Нормана «Дінкі» Даймонда (Norman «Dinky» Diamond) з гурту Aldershot's Sound Of Time, гітариста Адріана Фішера (Adrian Fisher) з Toby та басиста Мартіна Гордона (Martin Gordon), якого незабаром змінив Йен Хемптон (Ian Hampton) з формації Jooks. Під наглядом продюсера Маффа Вінвуда група записала свій перший британський альбом - Kimono My House, а перший сингл з нього, "This Town Ain't Big Enough for Both of Us", відразу злетів на друге місце британського хіт-параду, не дивлячись на переконання Елтона Джона, що сингл занадто складний для хіта. Наступним хітом стала композиція «Amateur Hour». 

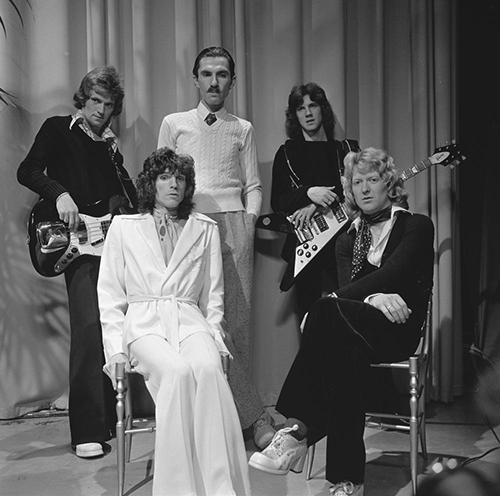
Sparks у 1974 році. Зліва направо Ян Хемптон, Рассел Мейл, Рон Мейл, Едріан Фішер, Норман "Дінкі" Даймонд.

Альбом 1974 року, «Propaganda», також відразу попав до британського чарту, де досяг 9-го місця, а через місяць сингл «Never Turn Your Back On Mother Earth» опинився на 13 місці. Sparks стали відкриттям року у Великій Британії згідно з Melody Maker.
Через любов братів до змін, альбом 1975 року «Indiscreet» було зроблено у співпраці з видатним продюсером Тоні Вісконті, який відомий роботою із Девідом Боуи та T.Rex. Проте альбом мав менший успіх за два попердні, незважаючи на чудові винаходи в мелодіях та блискавичний гумор Рона — він досяг лише 18 місця з хітом "Looks, Looks, Looks". Деякі критики вказували на те, що Вісконті «запродюсував» звук, зробивши деякі композиції занадто помпезними та затягнутими.

### Повернення до Америки
Після відносно неуспішного «Indiscreet» та через побоювання братів, що їх звук становиться занадто сталим, група повертається до США, де у співпраці з продюсером Рупертом Холмсом записують у 1976 році альбом Big Beat за участю сесійних музикантів. Але намагання братів зробити щось доступне для американського слухача закінчуються повним фіаско. Sparks записують наступний альбом з іронічною назвою Introducing Sparks, на якому, крім проблем із сесійними музикантами, вже помітні сліди втомленості групи...

### Диско-ера
Розчарування двох останніх альбомів та пошуки нового стилю привели братів до видатного диско-продюсера Джорджіо Мородера, відомого співпрацею з Донною Саммер. Разом з ним брати випускають в 1979 році альбом Number One in Heaven, який становиться не тільки успішним – сингли з нього “Number 1. In Heaven”, “Beat the Clock” та “Tryouts for the Human Race” потрапляють до британського хіт-параду - але й одним із визначальних альбомів у формуванні електро-попу. Мартін Гор згодом скаже: «Альбом «Number One in Heaven» став для нас Біблією». 
Наступний альбом 1980 року, «Terminal Jive», дещо відійшов від диско в напрямку синтетик-попу. Пісня «When I'm With You» стала хітом у Франції і перебувала на першій сходинці хіт-параду більше місяця. Там брати провели цілий рік, рекламуючи альбом та продюсуючи інших музикантів.

### 80-ті та 90-ті
В 1981 році Sparks знов вирішують змінити звук, та випускають Whomp That Sucker. Альбом було записано в Мюнхені з групою, до якої увійшли гітарист Боб Хааг (англ. Bob Haag), бас-гітарист Леслі Боем (англ. Leslie Bohem) та ударник Девід Кендрик (англ. David Kendrick). 
Після цього вийшли "Angst in My Pants" (1982) та "Sparks in Outer Space" (1983).  З останнього було випущено сингл "Cool Places", дует із учасницею групи The Go-Go’s Джейн Уідлін, яка в той час керувала власним фан-клубом Sparks. Альбом майже потрапив в U.S. Top 40, а сингл «Cool Places» увійшов до американського «Hot 100». Цей альбом залишився найбільшим успіхом групи в США.
Наступні альбоми, Pulling Rabbits Out of a Hat (1984), Music That You Can Dance To (1986) та Interior Design (1988) вважаються найменш вдалими альбомами групи, а останній  - навіть найгіршим. Спроба комерціалузавится виявилась відверто невдалою... І Sparks беруть паузу.
Ще з дитинства брати Мейл мали справу з кінематографом, а 1977 року знялись у фільмі режисера Джеймса Ґолдстоуна «Rollercoaster» (щоправда про це вони жалкують і досі), а кілька інших фільмів ілюстрували своїми композиціями, наприклад, «Bad Manners Growing Pains» (1983 рік, режисер Боббі Х'юстон). Кілька років було присвячено створенню музики до звукової доріжки фільму-мюзиклу «Mai — The Psychic Girl», режисером якого мав стати Tim Burton, але проект так і не реалізувався. Проте плани повернутися до нього досі існують.
В 1994 року Sparks тріумфально з’являються на європейській сцені з альбомом «Gratuitous Sax & Senseless Violins». Цього разу вони озброїлися сучасним європейським звуком, близьким до Pet Shop Boys та New Order. Елегантно розроблені композиції, вокальні гармонії Рассела та постмодерністський пейзаж текстів Рона повернули Sparks на вершини європейських хіт-парадів. Поява нових шанувальників спонукала Рона та Рассела до перевидання своїх хітів. Як завжди оригінальні, вони назвали альбом Plagiarism і записали його з такими зірками-шанувальниками їх творчості як Faith No More, Erasure, Jimmy Somerville та продюсером Toni Visconti.
На альбомі Balls гурт намагався триматися на хвилі сучасного електронного звуку, проте результат викликав суперечливу реакцію. Хтось вказував на чудові мелодії та оригінальність текстів Рона, інші казали про повторення старого та дещо невпевнений звук.

### 2000-ні: Lil’ Beethoven та новий етап
2002 року Sparks випускають альбом Lil' Beethoven, який знаменував ще один крутий поворот у стилі групи та викликав захоплену реакцію критиків, а згодом і шанувальників. Так, журнал Record Collector magazine назвав його найкращим альбомом 2002 року , а згодом - імовірно найкращим альбомом за всю історію музики. Lil' Beethoven створено в мінімалістському стилі, що відсилає до творчості Майкла Наймана, Філіпа Гласса та інших композиторів-мінімалістів.
У 2006 році виходить альбом “Hello Young Lovers”, який далі розвиває ідеї попереднього альбому з більшим акцентом на бас-гітару. Як і попередній, він був сприйнятий із захопленням – BBC писала: "... цинічний, розумний та дуже, дуже смішний",, сингли “Perfume” та “Dick Around” потрапили у британський альтернативний хіт-парад, а перший з них згодом прозвучав у рекламному ролику Dolce&Gabbana.
2008 року побачив новий альбом – Exotic Creatures of the Deep. Продовжуючи лінію попередніх двох, Exotic Creatures of the Deep повернувся до звичної структури поп-пісень, та починався з одного з найкращих синглів Sparks за останній час – Good morning.
У 2009 році братів запросили створити мюзікл для шведського радіо, присвячений видатному режисеру Інгмару Бергману. Так з’явилася платівка «Seduction of Ingmar Bergman», яка вийшла в двох варіантах – шведсько-англійському та англійському. Схвально сприйнята критиками, вона спонукала Sparks до створення екранізованої версії, над якою вони планують працювати з видатним канадським режисером Гаєм Меддіним.
25 червня 2011 року в Лос-Анджелесі відбулася прем’єра театралізованої версії мюзиклу за участю Sparks, Гая Меддіна та 14 акторів. Вистава викликала хвилю схвальних відгуків .

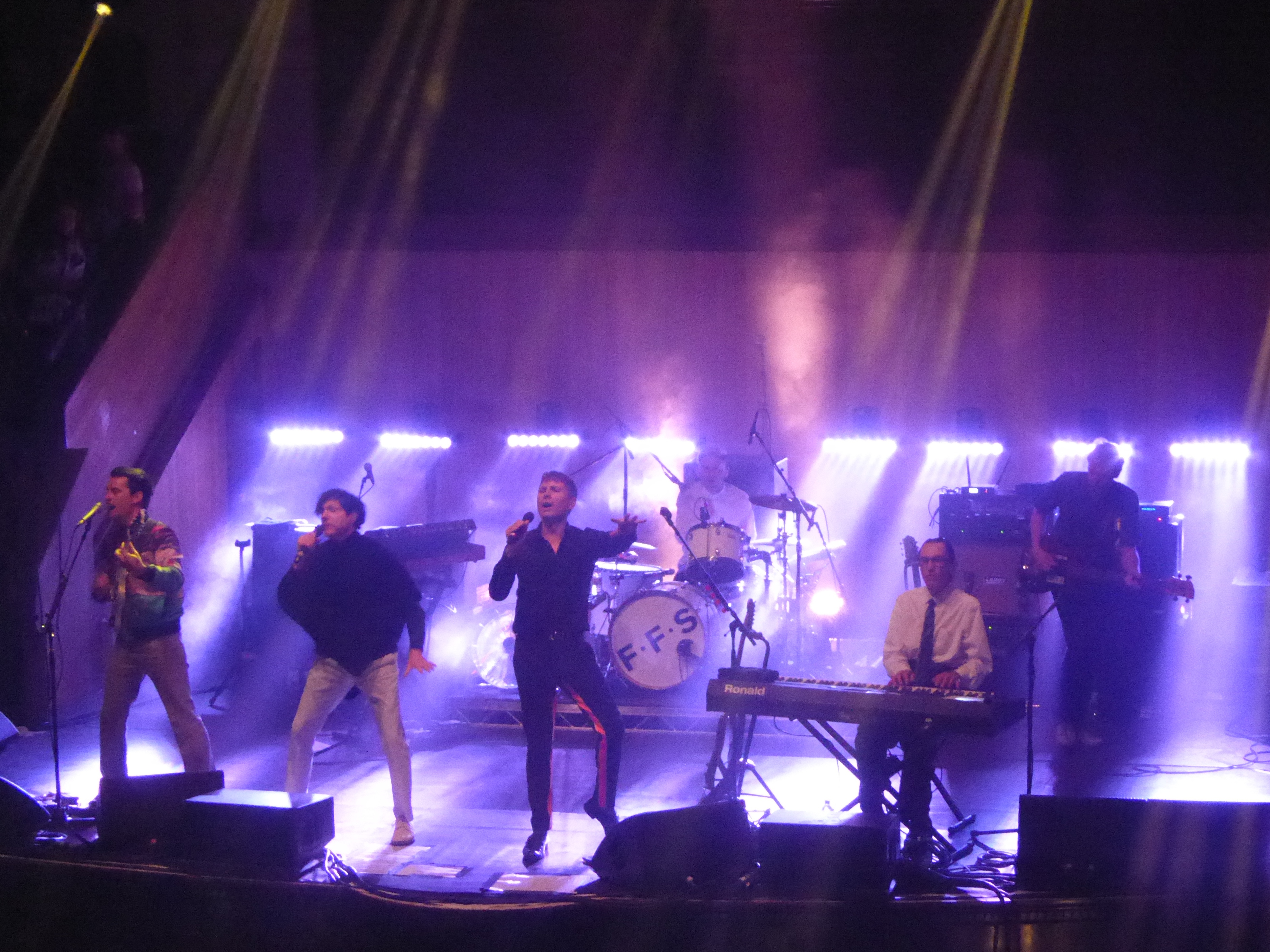
Виступ групи FFS у 2015 році в Альберт-Холі у Манчестері.

Березень 2013 року відзначився виходом першого в історії гурту концертного альбому, "Two Hands One Mouth", що був записаний під час однойменного турне. Музиканти змогли в котрий раз здивувати прихильників та критиків, подавши свої класичні хіти та нові композиції у мінімальному складі: вокал Рассела та клавіші Рона, що винесено як ідея у назву альбому. Однойменна композиція, що завершує альбом, вносить звичну для групи неоднозначність інтерпретації назви.

### Співпраця із Franz Ferdinand
У 2014 році Sparks реалізує давні плани спільного проекту з шотландським колективом Franz Ferdinand. Домовленість про співпрацю була обговорена ще у 2004 році, але через зайнятість груп була реалізована через 10 років. Утворена супегрупа отримала назву FFS (абревіатура назв Franz Ferdinand та Sparks), але, згідно традиції Sparks, припускає іншу розшифровку - For Fuck's Sake, що можна перекласти як «заради усього святого».
Перший альбом, що має також назву FFS, з’явився в 2015 році та був схвально прийнятий публікою та критиками.

### 2017: Hippopotamus
У 2017 році вийшов альбому, що отримав назву Hippopotamus . Альбом, що був підтриманий світовим туром, отримав схвальні відгуки критиків і публіки та досяг 7 місця у хіт-параді альбомів Великої Британії.

### 2020: A Steady Drip, Drip, Drip та Аннет
Група поповнила свій творчий доробок альбомом A Steady Drip, Drip, Drip. Із виходом першого синглу з альбому, Please, Don't F*ck Up My World, відгуки критиків були захопленими, як і на наступні сингли за альбому, як і на альбом в цілому.
Альбом дістався 7 сходинки британського хіт-параду.
У 2021 році Sparks взяли участь у двох фільмах – як сценаристи та композитори мюзиклу Annette режисера Леоса Каракса із Адамом Драйвером та Маріон Котійярд у головних ролях та у документальному фільмі The Sparks Brothers директора  Едгара Райта, що присвячений історії групи. Мюзикл Annette відкрив програму Канського фестивалю у 2021 році як претендент на Золоту пальмову гілку. Леос Каракс отримав нагороду за найкращу режисуру , а Рон та Рассел - приз Cannes Soundtrack Award за найкращу звукову доріжку . Їхню роботу також відзначено преміюєю Césars за найкращу оригінальну музику до фільму . 
Концертний тур на підртимку альбому A Steady Drip, Drip, Drip було перенесено через пандемію, перші концерти пройшли з аншлагом у лютому 2022 у коцерному залі Уолта Діснея, а згодом тур продовжився у Європі, Британії та Азії під схвальні відгуки преси та критики .

### 2023: The Girl Is Crying in Her Latte
2023 року стало відомо про підписання групою контракту з компанією Island Records, на якій виходив їх славетний альбом Kimono My House. А 26 травня вийшов альбом The Girl Is Crying in Her Latte, якому передував випуск трьох синглів -  The Girl is Crying in Her Latter, Veronica Lake та Nothing Is as Good as They Say It Is. 
Реакція критиків та публіки була захопленою. "На альбомі немає жодної слабкої пісні", - пише Філ Монгредʼєн у виданні Ґардіан (газета); "надзвичайно приємно, що цей пік їх популярності збігається з такою яскраво захоплюючою музикою", відмічає портал AllMusic.  
Альбом The Girl Is Crying in Her Latte отримав 85 балів зі 100 на агрегаторі рецензій Metacritic на основі відгуків 13 критиків, що визначається як "загальне визнання" ("universal acclaim"). 
Тур групи на підтримку альбому проходить з аншлагом у Європі, Сполучених Штатах, Японії та Австралії.  

## Дискографія

### Альбоми
- 1971: Halfnelson (або «Sparks»)
- 1972: A Woofer in Tweeter's Clothing
- 1974: Kimono My House
- 1974: Propaganda
- 1975: Indiscreet
- 1976: Big Beat
- 1977: Introducing Sparks
- 1979: #1 In Heaven
- 1980: Terminal Jive
- 1981: Whomp That Sucker
- 1982: Angst In My Pants
- 1983: In Outer Space
- 1984: Pulling Rabbits Out Of A Hat
- 1986: Music That You Can Dance To
- 1988: Interior Design
- 1994: Gratuitous Sax & Senseless Violin
- 1997: Plagiarism
- 2000: Balls
- 2002: Lil' Beethoven
- 2006: Hello Young Lovers
- 2008: Exotic Creatures of the Deep
- 2009: Seduction of Ingmar Bergman
- 2013: Two Hands One Mouth
- 2017: Hippopotamus
- 2020: A steady Drip, Drip, Drip
- 2023: The Girl Is Crying in Her Latte

### Збірки
- 1977: The Best Of Sparks
- 1981: The History Of The Sparks
- 1990: Mael Intuition
- 1991: Profile: The Ultimate Sparks Collection
- 1993: In The Swing
- 1993: The Heaven Collection
- 1993: The Hell Collection
- 1996: The 12 inch Mixes